# カンバーノールド
カンバーノールド （Cumbernauld）は、イギリス北部スコットランドの大都市グラスゴーに近くに位置するニュータウン。

## 歴史
大都市グラスゴーの過密緩和のため、その東北東約18キロの位置に建設されたニュータウン。1955年にニュータウン法に基づいて指定され、翌1956年から建設が開始された。計画人口は7万人であるが、車の使用を考え、主要交差点は立体交差で、歩道のネットワークを車道とは独立して計画している。また、商店は近隣住区方式で計画するのでなく、中央部の大規模なタウンセンターにまとめるワンセンター方式が採用されている。
このように、他のイギリスのニュータウンには見られない都市形態を有しており、ユニークなニュータウンとして有名である。
大規模な複合建築として建設されたセンターは、イギリス初のショッピングモールで、世界初の屋内タウンセンターとされており、プランナーらから称賛された。しかし、大部分が1960年代に建築されたため、時代の経過と共に不満が出されるようになった。21世紀に入り、センター南側に大規模な増築が完成したが、現在では「取り壊したい建築」の上位に顔を出すこともある。